# Pterandra egleri
Pterandra egleri är en tvåhjärtbladig växtart som beskrevs av W.R. Anderson. Pterandra egleri ingår i släktet Pterandra och familjen Malpighiaceae. Inga underarter finns listade i Catalogue of Life.